# Branko Cestnik
Branko Cestnik pater klaretinec, rimskokatoliški duhovnik,  teolog in filozof, pisatelj * 19. september 1965, Ptuj.
Opravlja dela in naloge župnika v Župniji Frankolovo.

## Življenje
Mladost je preživljal na Hajdini pri Ptuju. Po osnovni šoli je bil sprejet v vojaško gimnazijo v Ljubljani in bil po letu in pol odpuščen. Gimnazijo pedagoške smeri je nadaljeval na Ptuju, kjer se je kulturno in politično angažiral v lokalni ZSMS in Klubu mladih. Vojaški rok je služil v Zaječarju v Srbiji ob bolgarski meji, po koncu služenja pa se je odločil za duhovni poklic. V duhovnika je bil posvečen leta 1995 v Mariboru.
Privlačili so ga kontemplativni redovi, zato je veliko zahajal v kartuzijo Pleterje. Na koncu pa je vstopil v izrazito misijonarski red klaretincev, ki ga je leta 1987 poslal na študij v Rim, po dveh letih pa v noviciat v Madrid.

### Študij
V Rimu je študiral na treh različnih univerzah: dve leti filozofijo na Lateranski univerzi, tri leta teologijo na Gregoriani ter štiri leta pedagogiko in mladinsko pastoralo na Salesiani. Skozi devetletni študij se je najraje poglabljal v vprašanja umetnosti, medijev in vere. Globlje je obdelal teme, kot so npr. eksistencializem Alberta Camusa, teologija lepote Pavla N. (J)Evdokimova in absurdno gledališče Eugena Ionesca. Njegova magistrska naloga je nosila naslov »Iskanje Boga v gledališču Eugena Ionesca«.

## Delo
Branko Cestnik je kot bogoslovec pisal za ptujski Tednik, kjer je v letih 1993–96 v rubriki »Pisma iz Rima« objavil okrog 60 reportažno-pripovednih zapisov. Občasno je pisal tudi o gledališču. Danes objavlja predvsem članke s pastoralno pedagoško vsebino, največ v Družini. Piše tudi leposlovje oz. romane z zgodovinsko tematiko: 
- Sonce Petovione, 2019 (2020, 2021)
- Šesti pečat, 2022 (zgodovinski roman o mučeništvu Viktorina Ptujskega)
- Pogovori z njo, 2022
- Razmik med žerjavi: vojni roman, 2024

Pastoralno je deloval najprej kot duhovni pomočnik na klaretinski župniji v predmestju Milana, potem štiri leta kot študentski duhovnik v Mariboru, v tem času pa je  sodeloval pri šestih ljudskih misijonih ali jih vodil. Aktiven je pri skavtih in na različne načine sodeluje v pastoralni refleksiji Cerkve na Slovenskem. Predava tudi na vsakoletnem teološkem tečaju oz. t. i. Nikodemovih večerih na Teološki fakulteti v Ljubljani.

## Kontroverzna stališča
Branko Cestnik je v spletnem iskalniku Google iskal informacije z uporabo besedne zveze »dan spomina na žrtve«. Dobil je povezavo »... na žrtve transfobije« oz. povezavo do wikipedijskega članka o Dnevu spomina na transspolne osebe, kar je razložil s tem, da je Google »bubble filter« in da gre za »uspešne medmrežne prijeme lgbt-aktivistov ter Googlovo naklonjenost slednjim; medtem ko »... na žrtve totalitarnih režimov« dobim nekje na dnu Googlovih zadetkov.«.